# 迪士尼少儿频道 (亚洲)
迪士尼少儿频道（亚洲）（Disney Junior (Asia)）是迪斯尼公司运营的面向亚洲地区的少儿电视频道，总部位于新加坡。在香港、新加坡、马来西亚等地提供服务。主要節目包括迪士尼卡通片集等。
因應Disney+準備在全亞洲正式提供服務，迪士尼於2021年4月宣佈包括本頻道在內共18個頻道於2021年10月1日起正式停播。